# 27284 Billdunbar
27284 Billdunbar è un asteroide della fascia principale. Scoperto nel 2000, presenta un'orbita caratterizzata da un semiasse maggiore pari a 2,4482953 UA e da un'eccentricità di 0,1421548, inclinata di 3,26831° rispetto all'eclittica.